# Ампаро Ривейес
Мария Ампаро Ривейес и Ладрон де Гевара (на испански: María Amparo Rivelles y Ladrón de Guevara), по-позната като Ампаро Ривейес (на испански: Amparo Rivelles), е испанска актриса.
Известна като кралицата на мексиканските теленовели, Ампаро Ривейес работи в редица теленовели и игрални филми, произведени в Мексико. Завръщайки се в Испания, участва в телевизионната адаптация Радостите и сенките от 1982 г. и е първата актриса, спечелила наградата Гоя на Испанската филмовата академия за ролята си в игралния филм Къщата трябва да се премахне от 1986 г.
До пенсионирането си през 2006 г. тя участва в адаптации на произведения на Хасинто Бенавенте, Енрике Понсела, Мигел Михура, Жан Кокто, Фернандо де Рохас, Жан Жироду, Оскар Уайлд, Алехандро Касона и други.

## Биография и кариера

### 1925 – 1939: Ранни години
Мария Ампаро Ривейес и Ладрон де Гевара е родена на 11 февруари 1925 г. в Мадрид, дъщеря е на актьорите Мария Фернанда Ладрон де Гевара и Рафаел Ривейес, внучка е на режисьора Хайме Ривейес и актрисата Ампаро Гилен. Ампаро е сестра по майчина линия на актьора Карлос Лараняга и е леля на актьорите Ампаро Лараняга и Луис Мерло.

### 1939 – 1956: Актьорско начало
През 1939 г., на 14-годишна възраст, се присъединява професионално към театралната компания на майка си и година по-късно се снима в първия си филм. В началото на 40-те години на XX век подписва ексклузивен договор с продуцентската компания Сифеса и изпълнява главните роли във филмите Божествена душа (1941), Непокорната (1942), Елоиса е под бадемовото дърво (1943), Гвоздеят (1944), Вярата (1947), Еухения де Монтихо (1944) и Зората на Америка (1951), които бързо ѝ отреждат успех и признание.

### 1956 – 1979: Емиграция в Мексико
Премества се в Америка, за да работи в кубинската телевизия, но се установява в Мексико в продължение на 20 години, където се занимава с театър и участва в редица теленовели, продуцирани за Телевиса, сред които: Внимавай с ангела (1959), Смъртен грях (1960), Пенсия за жени (1960), Другият (1960), Лъвицата (1961), Любовна измама (1961), Сестра Хуана Инес де ла Крус (1962), Габриела (1964), Кристина Гусман (1966), Бурята (1967), Хиената (1973), Непростимо (1975) и Разпалени страсти (1978).

### 1979 – 2004: Завръщане в Испания
През 1979 г. се завръща в Испания и участва в пиесата Спаси делфините, като вече е смятана за една от най-престижните испански актриси.
Въпреки че засилва театралната си кариера, през 1986 г. печели първата си награда Гоя за най-добра актриса за филма Къщата трябва да се премахне, режисиран от Хосе Луис Гарсия Санчес, базиран на пиесата на Себастиан Хуниент. С Ескулаче (1989) получава втора номинация, този път за поддържаща актриса.
През 1996 г. получава Националната театрална награда. През 2004 г. е избрана с народно гласуване за носител на IX Национална театрална награда Пепе Исберт, присъждана от Асоциацията на приятелите на испанските театри.
Тя е удостоена с доктор хонорис кауза на Политехническия университет във Валенсия, като е първата актриса, получила подобна чест. Въпреки че никога не е живяла във Валенсия, тя чувства дълбока връзка с града, тъй като корените ѝ са от там.

### 2004 – 2006: По-късни проекти и пенсиониране
През януари 2006 г. след театралната постановка Съмнението, играна на сцена в Сантандер, същият град, в който дебютира, Ампаро Ривейес прекратява актьорската си кариера.
В актьорската си кариера е взела участие в над 55 игрални филма, в над 25 теленовели и в десетки театрални постановки.

## Личен живот
Около 1942 г. Ампаро Ривейес има любовен романс с актьора Алфредо Майо. Тя никога не се омъжва, като в началото на 50-те години се изправя пред самотно майчинство с дъщеря си Мария Фернанда, която по-късно ражда две деца.
На 7 ноември 2013 г. актрисата умира на 88-годишна възраст в мадридска болница поради остеопороза.